# Grob G 115
O Grob G 115 é uma aeronave de asa fixa, usada principalmente para treinamento de voo. É construída pela alemã Grob Aircraft. A versão E vem equipada com uma hélice tripá de passo variável e é utilizada pela Marinha Real Britânica e pela Força Aérea Real como um treinador de voo elementar.

## Projeto
A aeronave é construída de materiais compósitos de carbono. A fuselagem principal e a longarina de cada lado da asa é construída como peça única. Tem um trem de pouso triciclo fixo, um curto nariz que acomoda um motor de 180 hp e uma hélice tripá de passo variável. A aeronave foi recertificada em 2013 com uma nova hélice MT após problemas no projeto anterior. O sistema invertido de óleo também foi redesenhado para melhorar a lubrificação durante acrobacias. A cabine de pilotagem possui um amplo canpoy. A visibilidade frontal é boa. Os assentos lado a lado são fixos e o assento do piloto é ajustado com coxins além de um ajuste dos pedais de leme. A asa afunila em pontas quadradas e a empenagem consiste de um grande estabilizador e um leme.

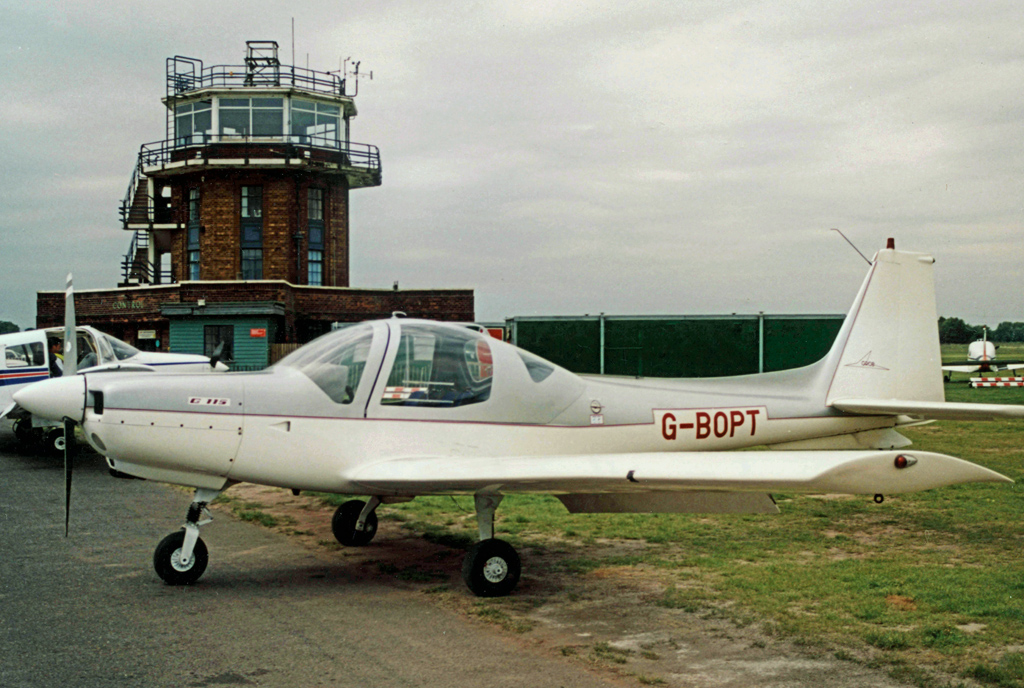
Grob G 115A do Lancashire Aero Club no aeródromo Barton em Manchester em 2004 mostrando a aleta vertical desta versão

Os modelos iniciais Grob G 115 e G 115A tinham uma característica aleta vertical e foram vendidos principalmente para aeroclubes na Alemanha, Reino Unido e vários outros países.
A aeronave é habilitada para voos acrobáticos (limitada a +6G e −3G).

## Grob 115D2 (Heron)
O Grob Heron foi o primeiro modelo adquirido pela Marinha Real. Após seu uso, cinco foram comprados pela Tayside Aviation. Existem apenas seis deste modelo; dois operados pela  Tayside Aviation, três privados e um na Alemanha. Um foi descomissionado após um acidente.

## Grob Tutor
Com a aposentadoria do Scottish Aviation Bulldog T.1 dos Esquadrões Aéreos Universitários (UAS) nos Air Experience Flights (AEFs) da Força Aérea Real, um novo sistema foi implantado para as tarefas de voo das UAS e AEF. As aeronaves seriam de propriedade e operação privada, contratado pelo Ministério da Defesa (MoD). A aeronave escolhida para esta tarefa foi o Grob 115E, designado Tutor T1 pelo MoD. A frota de Tutor é de propriedade e mantida por uma companhia civil, Babcock, e utiliza prefixos civis em um esquema fde Iniciativa de Financiamento Privado, pintado em branco com detalhes em azul e roundels da Força Aérea Real.

## Operadores
Austrália

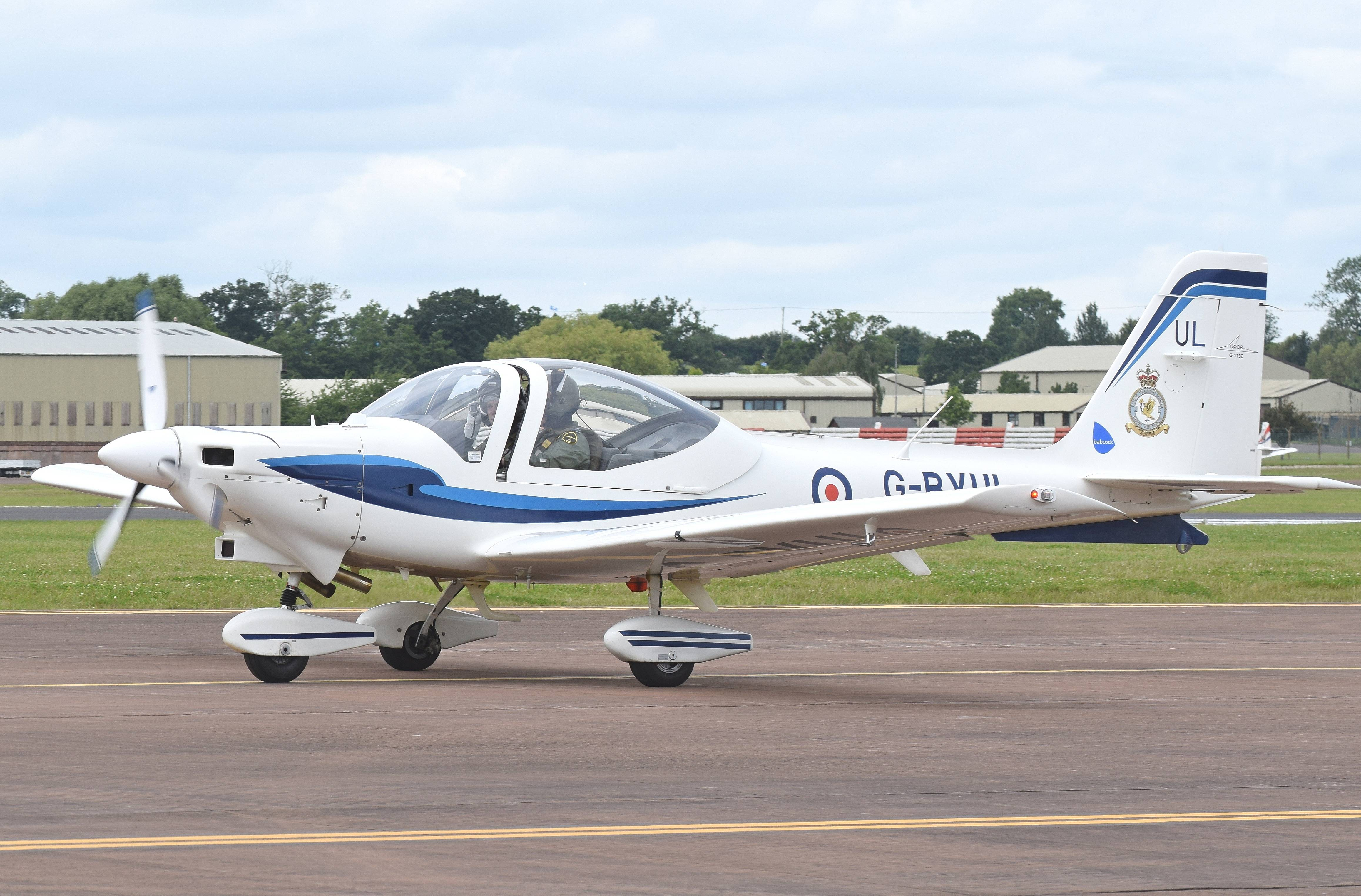
Grob G 115E Tutor T1 da RAF chegando na Royal International Air Tattoo de 2016, Inglaterra

- Adelaide Flight Training Centre – 9 aeronaves
- Australian Flying School – 8 aeronaves
- China Southern West Australian Flying College – 38 aeronaves

 Bélgica
- Ostende Aviation – 3 aeronaves
- Aeroclub Keiheuvel – 1 aeronave

 Canadá
- Ottawa Aviation Services – 3 aeronaves

 Egito
- Força Aérea do Egito – 74 aeronaves

 Finlândia
- Força Aérea da Finlândia – 28 aeronaves[2]

 Quênia
- Força Aérea da Quênia – 3 aeronaves

 Noruega
- Norwegian Aviation College – 4 aeronaves

 Portugal
- Aeronautical Web Academy – 6 aeronaves

 Emirados Árabes Unidos
- Força Aérea dos Emirados Árabes Unidos – 12 aeronaves

 Reino Unido
- Força Aérea Real – 89 aeronaves
  - No. 3 Flying Training School RAF – RAF Cranwell
    - No. 16 Squadron RAF – RAF Wittering
    - No. 57 Squadron RAF – RAF Cranwell

  - No. 6 Flying Training School RAF – RAF Cranwell
    - No. 115 Squadron RAF – RAF Wittering
    - University of Birmingham Air Squadron – RAF Cosford
    - Bristol University Air Squadron – Aeródromo de Colerne
    - Cambridge University Air Squadron – RAF Wittering
    - East Midlands Universities Air Squadron – RAF Cranwell
    - East of Scotland Universities Air Squadron – Leuchars Station
    - Universities of Glasgow and Strathclyde Air Squadron – Aeroporto de Glasgow
    - Liverpool University Air Squadron – RAF Woodvale
    - University of London Air Squadron – RAF Wittering
    - Manchester and Salford Universities Air Squadron – RAF Woodvale
    - Northumbrian Universities Air Squadron – RAF Leeming
    - Northern Ireland Universities Air Squadron – JHFS Aldergrove
    - Oxford University Air Squadron – RAF Benson
    - Southampton University Air Squadron – MoD Boscombe Down
    - University of Wales Air Squadron – MoD St Athan
    - Yorkshire Universities Air Squadron – Base aérea de Linton-on-Ouse
    - No. 1 Air Experience Flight RAF – MoD St Athan
    - No. 2 Air Experience Flight RAF – MoD Boscombe Down
    - No. 3 Air Experience Flight RAF – Aeródromo de Colerne
    - No. 4 Air Experience Flight RAF – Aeroporto de Glasgow
    - No. 5 Air Experience Flight RAF – RAF Wittering
    - No. 6 Air Experience Flight RAF – RAF Benson
    - No. 7 Air Experience Flight RAF – RAF Cranwell
    - No. 8 Air Experience Flight RAF – RAF Cosford
    - No. 9 Air Experience Flight RAF – Base aérea de Linton-on-Ouse
    - No. 10 Air Experience Flight RAF – RAF Woodvale
    - No. 11 Air Experience Flight RAF – RAF Leeming
    - No. 12 Air Experience Flight RAF – Leuchars Station
- Marinha Real Britânica – 5 aeronaves
  - 727 NAS – RNAS Yeovilton
- Almat Aviation
- Lancashire Aero Club
- Tayside Aviation – 5 aeronaves

## Acidentes e incidentes
- Em Junho de 2004, um Tutor perdeu a hélice e canopy em voo. A aeronave pousou sem potência em um campo, onde foi danificada também no trem de pouso. A investigação revelou rachaduras na raiz das hélices em várias aeronaves da frota, que foi suspensa de voo para modificações. Nenhuma pessoa se machucou neste incidente.
- Em Fevereiro de 2009, dois Tutor da RAF operando voos de experiência na base de St. Athan colidiram em voo. Todos os quatro ocupantes foram mortos, um piloto e uma cadete feminina em cada aeronave. As duas cadetes mortas tinham 13 e 14 anos, ambas membros do Esquadrão nº 1004 (Pontypridd).[4][5][6]
- Em Junho de 2009, um Grob Tutor colidiu em voo com um planador civil. As duas pessoas no Tutor faleceram. O piloto do planador saltou de páraquedas e sobreviveu.[7][8]